# Scotsman Motors
Scotsman Motors Limited war ein britischer Automobilhersteller, der zwischen 1929 und 1930 in Edinburgh ansässig war. Es bestand keine Verbindung zur Scotsman Motor Car Company aus Glasgow, die von 1922 bis 1923 Automobile herstellten.

## Fahrzeuge

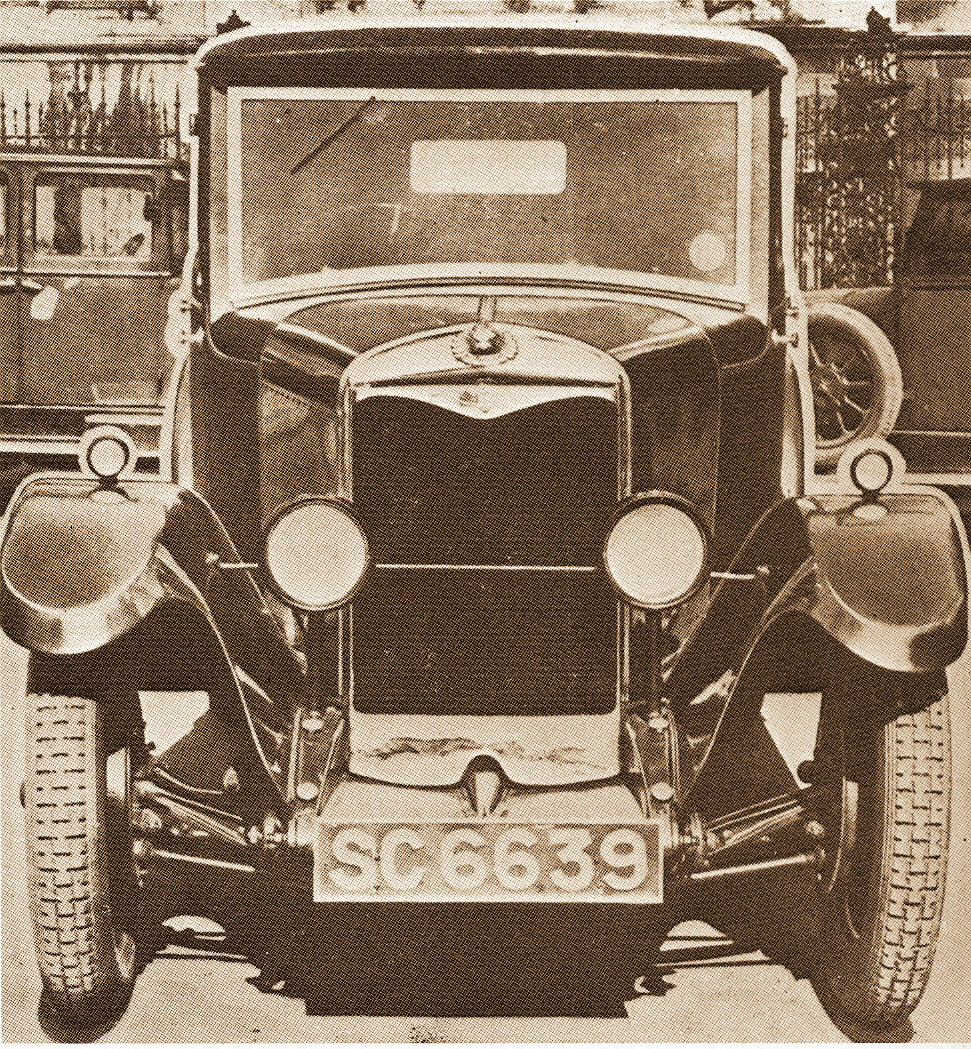
Little Scotsman (1930)

Das Unternehmen bot zwei Modelle an, die der Mittelklasse zuzuordnen sind. Der Little Scotsman besaß einen obengesteuerten Vierzylinder-Reihenmotor mit 1,5 l Hubraum und war auf einem Fahrgestell mit 2819 mm Radstand und 1321 mm Spurweite aufgebaut. Der 16.3 hp nach einer Lizenz von S.A.R.A. war mit einem Sechszylinder-Reihenmotor mit obenliegender Nockenwelle ausgestattet, der luftgekühlt war und 1,8 l Hubraum besaß. Sein Fahrgestell hatte einen Radstand von 3048 mm und eine Spurweite von 1416 mm.
Der 16,3 hp wurde nur ein Jahr lang gebaut, der Little Scotsman war zuletzt 1930 erhältlich, als auch diese Firma wieder schloss.

### Modelle
| Modell          | Bauzeitraum | Zylinder | Hubraum  | Radstand |
| --------------- | ----------- | -------- | -------- | -------- |
| Little Scotsman | 1929–1930   | 4 Reihe  | 1496 cm³ | 2819 mm  |
| 16,3 hp         | 1929        | 6 Reihe  | 1806 cm³ | 3048 mm  |